# Terry Blair (asesino en serie)
Terry Anthony Blair (Kansas City, Misuri, 16 de septiembre de 1961-Potosi, Misuri, 11 de mayo de 2024) fue un asesino en serie estadounidense que fue condenado por los asesinatos de siete mujeres de diferentes edades en Kansas City, Misuri, aunque los investigadores creen que podría haber más víctimas no identificadas.

## Historia familiar
Terry Blair fue el cuarto mayor de diez hermanos, y era hijo de una madre que padecía una enfermedad mental y solamente había estudiado hasta el 9.º grado,[cita requerida] quien asesinó a su pareja en 1978.[cita requerida] Blair tiene dos hijos, Terry Blair Jr. y Marcel Johnson, además de dos nietos, Demarcus y Kemon Johnson.

## Crímenes

### Asesinato de Ángela Monroe en 1982
En 1982, Blair fue declarado culpable del asesinato de Ángela Monroe, la madre de dos de los hijos de Blair (y embarazada en ese entonces). Blair fue sentenciado a veinticinco años de prisión por el crimen, aunque salió en libertad condicional después de cumplir veintiún en prisión. Según las actas judiciales, él estaba furioso con Monroe por haber realizado actos de prostitución.

### Asesinatos de 2003 – 2004
Un vecino, alertado por un fuerte hedor, se percató de dos cadáveres de mujeres en el garaje de una casa abandonada y notificó a la policía el 2 de septiembre de 2004. A altas horas de la noche del 3 de septiembre, un hombre anónimo llamó al 911 para reivindicar el asesinato de las dos víctimas descubiertas el día anterior, y le notificó a la policía el lugar donde encontrarían otro cadáver escondido en un callejón a un par de cuadras de los primeros dos. El mismo hombre llamó al 911 otra vez el 4 de septiembre para revelar la ubicación de otras dos víctimas en una zona de hierba alta cerca de una autopista, y prometió que llamaría de nuevo. No obstante, dejó de contactarse con los operadores luego de que un noticiero difundiera información sobre cómo la persona que llamaba utilizaba un teléfono móvil. La policía encontró muchas más víctimas de asesinatos, de las cuales una había sido clasificada erróneamente como una sobredosis de drogas, y varias mujeres que denunciaron violaciones y agresiones posiblemente relacionadas con los asesinatos. Todas las víctimas fueron encontradas en un pequeño radio cerca de Prospect Avenue.
Poco a poco, la investigación se fue reduciendo hasta llegar a Blair como sospechoso, quien  estaba en libertad condicional por el asesinato de Monroe en 1982. Blair coincidía con la descripción proporcionada por las mujeres que afirmaban haber sobrevivido a las violaciones y agresiones físicas. Un testigo declaró que Blair había amenazado con matar prostitutas. Los investigadores no lograron vincular de forma directa a Blair con el teléfono móvil utilizado para hacer las llamadas al 911, ya que había sido robado y posteriormente solo se utilizó para hacer llamadas de emergencia al 911, pero los datos de las torres de telefonía móvil demostraron que las llamadas se originaron cerca de donde él vivía. En un principio, Blair fue arrestado por una violación de su libertad condicional, concretamente, el no haber permanecido en contacto con un oficial de libertad condicional, y más adelante fue acusado de los homicidios.
El 15 de octubre de 2004, Terry Blair fue acusado de ocho cargos de asesinato en primer grado, un cargo de agresión en primer grado y tres cargos de violación forzada. Los fiscales estuvieron de acuerdo en no solicitar la pena capital a cambio de que Blair renunciara a su derecho a un juicio con jurado, por lo que el juez John O’Malley supervisó el juicio sin jurado. Al final se retiraron dos de los cargos de asesinato (los de Sandra Reed y Nellia Harris), al igual que los cargos de violación y agresión.
Aunque las evidencias eran principalmente circunstanciales, se encontró el ADN de Blair en una de las víctimas, Sheliah McKinzie. La defensa de Blair fue que dicha prueba solo demostraba que había tenido relaciones sexuales con la víctima. La fiscalía argumentó que, ya que ella no se había aseado después, Blair debió ser el último en verla con vida. Blair negó hacer las llamadas al 911, por lo que la fiscalía presentó un testimonio lingüístico para confirmar su aseveración de que Blair sí hizo las llamadas. El juez dictaminó que el peso de las pruebas indicaba que se trataba de la voz de Blair.
El juez O’Malley declaró a Blair culpable el 27 de marzo de 2008 y, debido a los seis asesinatos, le impuso la sentencia de seis cadenas perpetuas sin posibilidad de libertad condicional.
Puesto que Blair sigue negando su responsabilidad en los crímenes, no se puede comprender su motivo más allá de una compulsión por matar prostitutas.
Permaneció recluido en el Centro Correccional de Potosi, en Mineral Point, Misuri.
Blair apeló su condena, pero su solicitud fue denegada por el Tribunal de Apelaciones de Misuri en agosto de 2009.

### Lista de víctimas
A continuación se encuentran las víctimas por las que fue condenado Terry Blair:
- Ángela Monroe
- Anna Ewing, de 42 años, murió el 14 de julio de 2004 o antes.[9][10]
- Patricia Wilson Butler, de 58 años, murió el 2 de septiembre de 2004 o antes.[10]
- Sheliah McKinzie, de 38 años, murió el 2 de septiembre de 2004 o antes.[10]
- Darci I. Williams, de 25 años, murió el 4 de septiembre de 2004 o antes.[10]
- Carmen Hunt, de 40 años. 4 de septiembre de 2004.[3]
- Claudette Juniel, de 31 años, murió el 4 de septiembre de 2004 o antes.[3]

Blair también fue acusado de los asesinatos de Sandra Reed y Nellia Harris, además de una agresión y de otras tres violaciones, aunque estos cargos fueron retirados posteriormente.

## En los medios de comunicación
Los crímenes de Blair son representados en el programa de televisión The First 48, en los episodios "A Serial Killer Calls" y "The Killer Speaks".